# Campylopus subnitens
Campylopus subnitens là một loài rêu trong họ Dicranaceae. Loài này được Kaal. mô tả khoa học đầu tiên năm 1912.